# Derby Type D 3

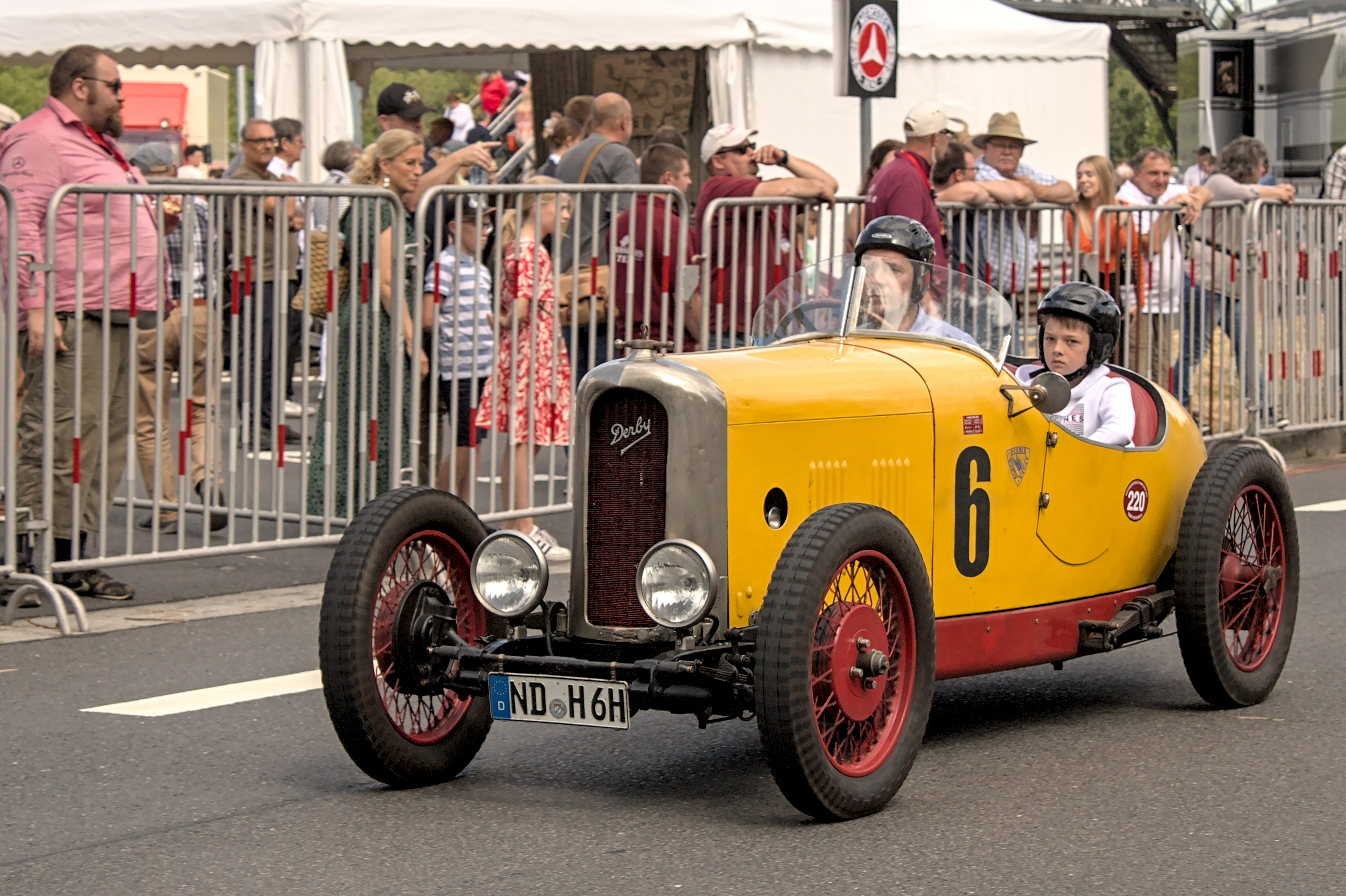
Als gelber Roadster von 1928

Derby Type D 3 ist die Sammelbezeichnung für ein Pkw-Modell der 1920er Jahre. Der französische Hersteller Établissements Bertrand Montet aus Courbevoie vertrieb es unter dem Markennamen Derby.

## Beschreibung
Derby hatte im Oktober 1921 als erstes Modell den Type D 2 mit einem luftgekühlten Motorradmotor von Harley-Davidson auf den Markt gebracht. Im Oktober 1922 folgte der D 3, wenngleich der D 2 noch kurze Zeit parallel angeboten wurde.
Das Konzept eines leichten Wagens mit Frontmotor und Hinterradantrieb war gleich. Allerdings
wechselte Derby bei diesem Modell zum wassergekühlten Vierzylindermotor, der von Chapuis-Dornier bezogen wurde.
Im ersten Modelljahr hatte der Motor 58 mm Bohrung, 85 mm Hub und 898 cm³ Hubraum. Ein erhaltener viersitziger Tourenwagen mit diesen Motordaten, der auf 1922 datiert ist, wird im Museumskatalog sowohl als CD als auch als D 3 bezeichnet. Möglicherweise stand das CD für den Motorenlieferanten.
Im Oktober 1923 erhielt das Modell zwei verschiedene größere Motoren. Der kleinere hatte SV-Ventilsteuerung, 60 mm Bohrung, 85 mm Hub und 961 cm³ Hubraum. Er wurde als 6/8 CV bezeichnet, was auf eine steuerliche Einstufung in Frankreich mit 6 CV hinwies. Der größere mit OHV-Ventilsteuerung, 7/10 CV genannt, hatte 59 mm Bohrung, 100 mm Hub und 1094 cm³ Hubraum. Alle genannten Motoren hielten das Hubraumlimit von 1100 cm³ für Cyclecars ein.
Im Modelljahr 1923 waren sowohl der 6/8 CV als auch der 7/10 CV in einer leichten zweisitzigen Version als Roadster erhältlich, die mit einem Leergewicht bis 350 kg auch das zweite Kriterium für Cyclecars erfüllten. Daher betrug die jährliche Kraftfahrzeugsteuer in Frankreich nur 100 Franc. Daneben gab es den 6/8 CV als offenen Dreisitzer, der als Voiturette bezeichnet wurde, also offensichtlich schwerer war, und ein Nutzfahrzeug mit offenem Heck. Der 7/10 CV war außerdem als zweitürige Limousine erhältlich. Der Radstand betrug 240 cm. Außerdem gibt eine Quelle einen Kastenwagen an.
Im Folgejahr bestand die Wahl zwischen 240 cm und 250 cm Radstand.
Für das darauffolgende Jahr sind Roadster bzw. Torpedo, Cabriolet und zweitürige Limousine bekannt.
Für das Modelljahr 1927, das wie immer im Oktober des Vorjahres begann, entfiel der kleine Motor. Der andere wurde nun 7 CV genannt. Der Radstand betrug 240 cm.
1928 war das letzte bekannte Jahr für den 7 CV.

## Erhaltene Fahrzeuge
Ein Tourenwagen mit 550 kg Leergewicht steht in der Col·lecció d’Automòbils Salvador Claret im spanischen Sils.
Ein Fahrzeug mit einer ungewöhnlichen Karosserie stand vor längerer Zeit im Musée Automobile de Bellenaves in Bellenaves. Es war eine Limousine mit einer Tür links für die vordere Sitzbank und einer Tür rechts für die hintere Sitzbank. So ein erhaltenes Fahrzeug wird an anderer Stelle im Internet als 7/10 CV und D 3 von 1926 bezeichnet, wobei es nicht sicher ist, dass es sich um dasselbe Fahrzeug handelt.
Das Auktionshaus Aguttes versteigerte einen weißen Roadster von 1926 mit dem 1100er Motor für 52.280 Euro.
Außerdem existiert noch ein gelber Roadster von 1928, der ebenfalls den 1100er Motor hat.